# پویسوکس (دهانه)
پویسوکس یک دهانه برخوردی در ماه‌ است.

## دهانه‌های اقماری
این دهانه ۷ دهانه اقماری دارد.
| Puiseux | عرض جغرافیایی | طول جغرافیایی | قطر         |
| ------- | ------------- | ------------- | ----------- |
| A       | ۲۶.۵° S       | ۳۹.۷° W       | ۳.۰ کیلومتر |
| C       | ۲۴.۷° S       | ۳۷.۸° W       | ۳.۰ کیلومتر |
| B       | ۲۵.۷° S       | ۳۸.۸° W       | ۴.۰ کیلومتر |
| D       | ۲۵.۷° S       | ۳۶.۱° W       | ۷.۰ کیلومتر |
| G       | ۲۸.۲° S       | ۳۷.۸° W       | ۳.۰ کیلومتر |
| F       | ۲۳.۴° S       | ۳۸.۸° W       | ۴.۰ کیلومتر |
| H       | ۲۷.۴° S       | ۳۷.۰° W       | ۳.۰ کیلومتر |